# Xã Benton, Quận Lackawanna, Pennsylvania
Xã Benton (tiếng Anh: Benton Township) là một xã thuộc quận Lackawanna, tiểu bang Pennsylvania, Hoa Kỳ. Năm 2010, dân số của xã này là 1.908 người.